# سبيتس فنلندي
السبيتس الفنلندي (بالفنلندية: Suomenpystykorva) سلالة كلاب مناشئها في فنلندا. كان يـُعتقد بأن السلالة القديمة، استؤنست ككلاب صيد. وهو «مؤشر بالنباح» ، أي يشير لموضع الطريدة بالنباح لجذب انتباه الصيـّاد. وقد استخدمت غالباً لتنبح على الطرائد التي تهرب إلى الأشجار، مثل السناجب و الطيهوج و طيهوج الخشب ، و استخدم جيداً أيضاً لاصطياد الموظ و الأيل الأحمر. بل عـُرف أن بعض الأفراد ذهبوا أبعد ليستخدموه في صيد الدب ، على الرغم من حجم الكلب الصغير. في موطنه الأصلي، ما تزال السلالة تستخدم في الغالب ككلاب الصيد، ولكن لكونها ودية للغاية وتحب الأطفال في بلدان أخرى يخدم أساساً كحيوان منزلي أليف . أصبح السبيتس الفنلندي كلب فنلندا الوطني منذ عام 1979.